# 虚弱
| ウィキペディアには「虚弱」という見出しの百科事典記事はありません（タイトルに「虚弱」を含むページの一覧/「虚弱」で始まるページの一覧）。 代わりにウィクショナリーのページ「虚弱」が役に立つかもしれません。 |